# Bản án chế độ thực dân Pháp

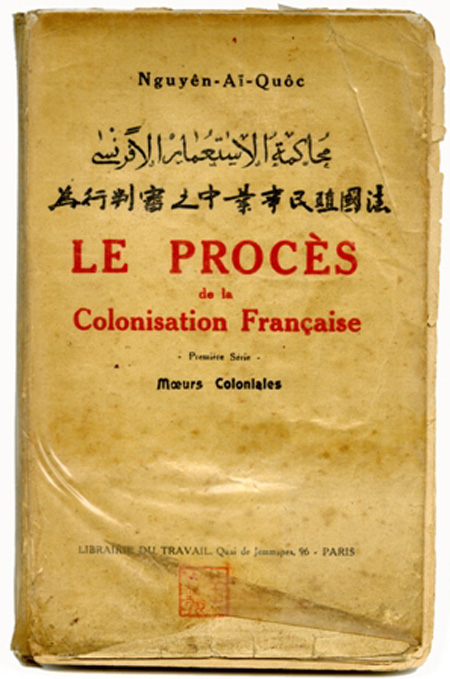
Bìa sách Bản án chế độ thực dân Pháp

Bản án chế độ thực dân Pháp (tiếng Pháp: Le Procès de la colonisation française) là một tác phẩm chính luận do Nguyễn Ái Quốc viết bằng tiếng Pháp và được xuất bản lần đầu ở Paris năm 1925 trên một tờ báo của Quốc tế Cộng sản có tên Imprékor, tại Việt Nam được xuất bản lần đầu năm 1946.

## Nội dung
Tác phẩm gồm 12 chương và phần phụ lục:
- Chương 1: Thuế máu
- Chương 2: Việc đầu độc người bản xứ
- Chương 3: Các quan thống đốc
- Chương 4: Các quan cai trị
- Chương 5: Những nhà khai hoá
- Chương 6: Tệ tham nhũng trong bộ máy cai trị
- Chương 7: Bóc lột người bản xứ
- Chương 8: Công lí
- Chương 9: Chính sách ngu dân
- Chương 10: Chủ nghĩa giáo hội
- Chương 11: Nỗi khổ nhục của người phụ nữ bản xứ
- Chương 12: Nô lệ thức tỉnh
- Phụ lục: Gửi thanh niên Việt Nam

Nội dung tác phẩm được Nguyễn Ái Quốc phê bình là "tố cáo thực dân Pháp đã bắt dân bản xứ phải đóng "thuế máu" cho chính quốc... để "phơi thây trên chiến trường châu Âu"; "đày đọa" phụ nữ, trẻ em thuộc địa; các thống sứ, quan lại thực dân "độc ác như một bầy thú dữ" v.v.... Tác phẩm được cho là đã "hướng các dân tộc bị áp bức" đi theo con đường Cách mạng Tháng Mười Nga, tiêu diệt "hai cái vòi của con đỉa đế quốc" – một "vòi" bám vào giai cấp vô sản ở chính quốc, một "vòi" bám vào nhân dân thuộc địa. Tác phẩm được cho là đã đề ra cho dân Việt Nam "con đường đấu tranh giải phóng" theo chủ nghĩa Marx-Lenin".

## Các bản in
Tác phẩm được in lần đầu tại Paris (1925); xuất bản bằng tiếng Pháp (1946) ở Hà Nội, bằng tiếng Việt (1960) và tái bản nhiều lần.